# 성서초등학교 (경기)
성서초등학교는 대한민국 경기도 용인시에 있는 공립 초등학교이다.

## 학교 연혁
- 2010.05.01 성서초등학교 설립 인가
- 2010.06.01 성서초등학교 개교
- 2010.06.01 이수열 교장선생님(제 1대 취임)
- 2010.09.01 성서병설유치원 개원
- 2011.02.15 제1회 졸업식(1학급 25명)
- 2011.03.01 학급증설로 인해 12학급 편성
- 2011.03.01 특수학급 1학급 개설
- 2012.02.15 제2회 졸업식(1학급 34명)
- 2012.03.01 학급 증설로 인해 15학급 편성
- 2013.02.15 제3회 졸업식(2학급 46명)
- 2013.03.01 15학급 편성
- 2014.02.14 제4회 졸업식(2학급 65명)
- 2014.03.01 19학급 편성
- 2015.02.13 제5회 졸업식(2학급 59명)
- 2015.03.01 김경숙 교장선생님(제2대 취임)
- 2015.03.01 21학급 편성
- 2017.03.01 최양석 교장선생님(제 3대 취임)
- 2022.09.01 윤명자 교장선생님 (제 4대 취임)
- 2022.01.05 제13회 졸업식(149명, 총 1117명)

## 참고 자료
- 성서초등학교 - 한국교육학술정보원 학교알리미